# Benjamin Hassan
Benjamin Hassan (* 4. února 1995 Merzig, Sársko) je německo-libanonský profesionální tenista. Na challengerech ATP a okruhu ITF získal dva tituly ve dvouhře a čtyři ve čtyřhře.
Na žebříčku ATP byl ve dvouhře nejvýše klasifikován v červnu 2024 na 143. místě a ve čtyřhře v srpnu 2022 na 359. místě. Trénují ho Hasan Ibrahim se Sakim Hassanem.
V libanonském daviscupovém týmu debutoval v roce 2018 prvním kolem 2. skupiny asijsko-oceánské zóny proti Tchaj-wanu, v němž vyhrál dvouhru nad Jü Čching-mouem.  Libanon zvítězili 3–2 na zápasy. Do září 2024 v soutěži nastoupil k jedenácti mezistátním utkáním s bilancí 13–6 ve dvouhře a 2–6 ve čtyřhře.
Libanon reprezentoval na Letních olympijských hrách 2024 v Paříži, kde do dvouhry získal vůbec první tzv. univerzální místo od Tripartitní komise. Po výhře nad Američanem Eubanksem podlehl ve druhém kole argentinské světové osmnáctce Báezovi až v tiebreaku rozhodující sady. V páru s Hadym Habibem skončili v prvním kole mužské čtyřhry. Libanon tak získal první dvě účastnická místa v historii olympijských tenisových turnajů.

## Soukromý život
Narodil se roku 1995 v sárském Merzigu. Otec Zaki Hassan emigroval z Libanonu do Německa v 80. letech dvacátého století před občanským válečným konfliktem v blízkovýchodní zemi. V nové domovině se oženil s Fadií pocházející z Bejrútu. Syn Benjamin Hassan získal kromě německého i libanonské občanství a v roce 2018 začal Libanon reprezentovat v Davisově poháru. Navázal tak na daviscupovou kariéru otce, jenž v libanonském týmu odehrál pět mezistátních zápasů ročníku 1996. Ve 3. skupině asijsko-oceánské zóny zůstal neporažen s dvěma výhrami ve dvouhře a čtyřmi ve čtyřhře.
ATP Tour jej v průběhu sezón střídavě uváděla pod německou a libanonskou vlajkou, např. mezi listopadem 2023 (změna po Swiss Indoors) a červnem 2024 (do Wimbledonu) byl uváděn pod německou vlajkou, než jej řídící organizace od karlsruhského challengeru opět vedla pod hlavičkou libanonské vlajky. V srpnu 2022 portál Tennisnet sdělil, že tyto změny ATP prováděla bez tenistova vědomí, který hodlal řídící organizaci v této záležitosti kontaktovat.

## Tenisová kariéra
Z prvních tří finále challengerů odešel jako poražený finalista. V červenci 2022 nestačil ve francouzském Troyes na Argentince Juana Bautistu Torrese. Během sezóny 2023 nezvládl souboje o titul v Grodzisku Mazowieckém proti Nizozemci Jesperu de Jongovi a v Lisabonu proti Italovi Flaviu Cobollimu.
V hlavní soutěži okruhu ATP Tour debutoval říjnovým Stockholm Open 2023 po vyřazení Vavassoriho a Albota v kvalifikaci. V úvodu dvouhry získal jen tři gamy na Fina Emila Ruusuvuoriho ze sedmé světové desítky. O týden později prošel kvalifikační soutěží na basilejském Swiss Indoors 2023, v níž zdolal Dominika Koepfera. V prvním kole dvouhry ale podlehl 21letému Švýcaru Dominicu Strickerovi uzavírajícím první stovku klasifikace. Do singlu v sérii Masters premiérově zasáhl na antukovém Mutua Madrid Open 2024 po zvládnutí kvalifikačního síta. Třísetovou porážku v madridské dvouhře mu přivodil třicátý čtvrtý muž žebříčku Borna Ćorić.
Grandslamových kvalifikací se poprvé zúčastnil v sezóně 2024. Na Australian Open, French Open ani ve Wimbledonu však nepostoupil do hlavní soutěže.

## Tituly na challengerech ATP a okruhu ITF
| Legenda                  |
| ------------------------ |
| D – dvouhra; Č – čtyřhra |
| Challengery (0)          |
| ITF (2 D; 4 Č)           |

### Dvouhra (2 tituly)
| Č. | datum       | turnaj             | okruh             | povrch | poražený finalista     | výsledek           |
| -- | ----------- | ------------------ | ----------------- | ------ | ---------------------- | ------------------ |
| 1. | březen 2018 | Dauhá, Katar       | Futures           | tvrdý  | Jay Clarke             | 3–6, 7–6(7–1), 6–4 |
| 2. | leden 2022  | Manacor, Španělsko | World Tennis Tour | tvrdý  | Alberto Barroso Campos | 6–2, 2–6, 6–3      |

### Čtyřhra (4 tituly)
| Č. | datum       | turnaj            | okruh             | povrch | spoluhráč          | poražení finalisté                   | výsledek               |
| -- | ----------- | ----------------- | ----------------- | ------ | ------------------ | ------------------------------------ | ---------------------- |
| 1. | srpen 2018  | Trier, Německo    | Futures           | antuka | Constantin Schmitz | Christoph Negritu Alexander Merino   | 7–6(7–3), 4–6, [12–10] |
| 2. | březen 2019 | Poreč, Chorvatsko | World Tennis Tour | antuka | Constantin Schmitz | Nik Razboršek Mike Urbanija          | 6–2, 6–0               |
| 3. | duben 2021  | Antalya, Turecko  | World Tennis Tour | antuka | Constantin Schmitz | Pablo Llamas Ruiz Pedro Vives Marcos | 6–2, 6–1               |
| 4. | srpen 2022  | Wetzlar, Německo  | World Tennis Tour | antuka | Tristan Lamasine   | Constantin Frantzen Tim Sandkaulen   | 6–4, 6–3               |